# Xã Equality, Quận Red Lake, Minnesota
Xã Equality (tiếng Anh: Equality Township) là một xã thuộc quận Red Lake, tiểu bang Minnesota, Hoa Kỳ. Năm 2010, dân số của xã này là 131 người.